# Rue des Ailes (Schaerbeek)
Pour les articles homonymes, voir Rue des Ailes.
La rue des Ailes (en néerlandais : Vleugelsstraat) est une rue bruxelloise de la commune de Schaerbeek qui va de la chaussée de Haecht à la place du Pavillon en passant par la rue Goossens, la rue Général Eenens, l'avenue Maréchal Foch et la rue Vondel.

## Histoire et description
La rue s'appelait à l'origine Petite rue du Moulin, mais elle prêtait à confusion avec une autre rue du Moulin située à Saint-Josse-ten-Noode.
Les deux rues faisaient référence au moulin Het Moleken situé jusqu'en 1785 à l'emplacement de l'actuel bureau de poste de la rue Royale Sainte-Marie. La rue située à Schaerbeek fut rebaptisée d'abord en rue de la Grande Aile et reçut ensuite sa dénomination actuelle. Il s'agit donc ici d'ailes de moulins.
La numérotation des habitations va de 5 à 131 pour le côté impair et de 2 à 130 pour le côté pair.

## Adresses notables
- no 3 : Novanoïs, centre musical
- no 56 : ancien atelier de haute-lisse de Georges Chaudoir
- n° 58 : dernier domicile de la résistante Marie-Louise Henin
- no 71 : atelier du sculpteur Godefroid Devreese construit par Victor Horta, le sculpteur Charles Vanderstappen y a également habité

## Voies d'accès
- arrêt Pavillon du tram 55
- arrêt Pavillon du bus 58
- arrêt Eenens du bus 59
- arrêt Eenens du tram 92